# Acanthostichus fuscipennis
Acanthostichus fuscipennis är en myrart som beskrevs av Carlo Emery 1895. Acanthostichus fuscipennis ingår i släktet Acanthostichus och familjen myror. Inga underarter finns listade i Catalogue of Life.